# Cueta asirica
Cueta asirica är en insektsart som beskrevs av Hölzel 1982. Cueta asirica ingår i släktet Cueta och familjen myrlejonsländor. Inga underarter finns listade i Catalogue of Life.